# دلاور، پنجاب
دلاور (به انگلیسی: Dilawar) یک منطقهٔ مسکونی در پاکستان است که در پنجاب واقع شده‌است. دلاور ۲۰۷ متر بالاتر از سطح دریا واقع شده‌است.